# François Lapierre
François Lapierre PME (Bromont, 16 de julho de 1941) é um ministro canadense e bispo católico romano emérito de Saint-Hyacinthe.
François Lapierre ingressou na Société des Missions-Étrangères e foi ordenado sacerdote em 18 de dezembro de 1965. Em 1966 foi para o México melhorar seu espanhol. No ano seguinte, foi enviado ao Peru como missionário antes de sua ordem o transferir de volta ao Canadá em 1971, onde ocupou vários cargos até 1979. Após outras atividades missionárias na Guatemala e em Honduras, tornou-se capelão do movimento estudantil católico internacional em 1983. A partir de 1986, Lapierre ocupou o mesmo cargo no Movimento Intelectual Católico. De 1991 a 1998 chefiou sua comunidade religiosa como Superior Geral.
O Papa João Paulo II o nomeou Bispo de Saint-Hyacinthe em 7 de abril de 1998. O ex-bispo de Saint-Hyacinthe, Louis-de-Gonzague Langevin MAfr, o consagrou em 16 de junho do mesmo ano; Co-consagradores foram Gilles Ouellet PME, Arcebispo de Rimouski, e André Gaumond, Arcebispo de Sherbrooke. Na província eclesiástica de Québec, François Lapierre foi presidente da Comissão de Assuntos Interculturais e Inter-religiosos. Ele também foi membro da Comissão para a Unidade dos Cristãos.
O Papa Francisco aceitou sua aposentadoria em 29 de junho de 2017.